# Светско првенство у скоковима у воду 2015 — екипно
Такмичење у скоковима у воду у екипној конкуренцији на Светском првенству у скоковима у воду 2015. одржано је 29. јула 2015. године, по први пут као део програма Светског првенства у воденим спортовима. Такмичења су се одржала у базену Казањског центра водених спортова у граду Казању (Русија).
На такмичењу је учестовало укупно 14 тимова из исто толико земаља. Сваки тим био је састављен од једног мушкарца и једне жене. Скакало се укупно 6 серија тежински различитих скокова. Сваки од такмичара скакао је укупно по 3 скока, а скокови су се изводили са даске са висине од 3 метра и са торња са висине од 10 метара. Сваки од такмичара био је у обавези да скаче по један скок или са торња или са даске, док је преостала два скока изводио са позиције која му је више одговарала (укупно је свака екипа морала да изведе по 3 скока са торња и са даске).
Прву титулу светских првака у овој дисципкини освојила је селекција Велике Британије у саставу Том Дејли / Ребека Галантри са укупно освојених 434,65 бодова. Сребрна медаља припала је украјинском пару Хоршковозов / Прокопчук (426,45), док је бронза „отишла“ у Кину за пар Чен Жуолин / Сје Сији.

## Освајачи медаља
|                                                | Резултат |                                                      | Резултат |                              | Резултат |
|                                                |          |                                                      |          |                              |          |
| Велика Британија · Том Дејли · Ребека Галантри | 434,65   | Украјина · Александар Хоршковозов · Јулија Прокопчук | 426,45   | Кина · Чен Жуолин · Сје Сији | 425,40   |

## Земље учеснице
На такмичењу је учестовало укупно 14 мешовитих репрезентација (28 скакача). Свака од земаља имала је право да учествује са максимално једним паром.
| - Белорусија (1) - Велика Британија (1) - Египат (1) - Италија (1) | - Јужна Кореја (1) - Кина (1) - Малезија (1) - Мексико (1) | - Немачка (1) - Румунија (1) - Русија (1) | - САД (1) - Украјина (1) - Француска (1) |

## Резултати
Такмичење је одржано 29. јула и састојало се од укупно 624 скока у финалној серији.
Напомена: Такмичари у табели означени зеленом бојом остварили су пласман у финале преко квалификација.
| ПЛ. | Држава           | Такмичари                               | Бодова |
| --- | ---------------- | --------------------------------------- | ------ |
|     | Велика Британија | Том Дејли Ребека Галантри               | 434,65 |
| 2   | Украјина         | Александар Хоршковозов Јулија Прокопчук | 426,45 |
| 3   | Кина             | Чен Жуолин Сје Сији                     | 425,40 |
| 04. | Русија           | Надежда Бажина Виктор Минибајев         | 418,50 |
| 05. | Француска        | Лаура Марино Матје Росе                 | 417,20 |
| 06. | Mексико          | Аранча Чавез Иван Гарсија               | 399,40 |
| 07. | САД              | Дејвид Бодаја Џесика Парато             | 395,40 |
| 08. | Италија          | Ноеми Батки Микеле Бенедети             | 377,05 |
| 09. | Mалезија         | Чев Јивеј Лох Лох Жјаји                 | 360,50 |
| 10. | Белорусија       | Вадим Каптур Аљона Хамулкина            | 352,00 |
| 11. | Немачка          | Тина Пунцел Мартин Волфрам              | 348,95 |
| 12. | Јужна Кореја     | Ким На-ми Ву Ха-рам                     | 331,95 |
| 13. | Румунија         | Мара Ајакобоаје Каталин Козма           | 318,95 |
| 14. | Египат           | Маха Абделсалам Мохаб ел Корди          | 310,60 |